# Szilárd János
Szilárd János (Kemence, 1891. április 29. – Dunaszekcső, 1951. december) magyar író, újságíró, szerkesztő, humorista.

## Életpálya
Édesapja, a hercegprímási uradalom intézője, mezőgazdász pályára szánta, ezért Lipcsébe küldte egyetemre. Szilárd János azonban inkább filozófiai és bölcsészeti előadásokat látogatott, s mikor ez apja számára kiderült, hazarendelte a prímási uradalomba. Apja akaratával szembeszállva újságírónak állt Léván, s itt jelent meg első rövid novelláskötete 1912-ben, Kis gyerekek, nagy gyerekek címmel. Az első világháború kitörésekor önkéntesként vonult be. A galiciai fronton elvesztette fél szemét, ennek ellenére a háború végéig a keleti fronton szolgált. 1918-ban leszerelt és Zellöy Szilárd álnéven írt többek között a Vasárnapi Újságba is, majd az 1921-ben, Milotay István alapította Magyarságnak lett munkatársa. Karcolataival, rövid humoros írásaival egyre népszerűbbé vált az újságolvasók körében, ez bátorította arra, hogy Pipaszó mellől címmel, könyvbe gyűjtse a Magyarságban közölt és népszerűséget hozó írásait. Az újságírás mellett egyre több novellája látott napvilágot más újságokban, irodalmi folyóiratokban, így a Napkeletben is. Itt közölték folytatásokban első regényét, Ha a szerelem meghal… címmel, amely meghozta számára az országos elismertséget. A regény könyv alakban 1928-ban jelent meg a Stádium kiadó gondozásában. Bíbó Lajos a Nemzeti Újság 1928. november 14. számában e szavakkal üdvözölte a fiatal író könyvét:
„A Ha a szerelem meghal felépítésében, nyelvében megindító szépségeiben, tehát mindabban, amit Szilárd János, mint költő nyújt egyedül való magasságban áll az utóbbi évtized „költői” alkotásai fölött. Mélységes magyarsága, nyelvének zengzetes ereje, tökéletes képei, önmagában és külön csengő hasonlatai, páratlan műgondja, áhítatos tisztasága és emelkedettsége, az a leheletszerűség, ahogyan ujjait végighúzza a húrokon, - ez mind az igazi író és a megrendülésig meghatott költő lenyűgöző szavával és hangján szól könyvéből hozzánk…”
1930-ban jelentkezett második regényével Az apám fiával. A könyv közönségsikerét jelezte, hogy a mű több kiadást is megért Az írói pálya sikerei azonban megszakadni látszottak, mert a négy év világháborús katonai szolgálat nem múlt el nyomtalanul. A téli Kárpátok hidegében, az első vonalban szerzett fagyások következtében amputálni kellett fél lábát és a műtét után jelentkező szepszis az író életben maradását is veszélyeztette. Nagy lelkierőről tett tanúbizonyságot, hogy tizenhat hónapi betegágyból sikerült féllábúan visszailleszkednie, ezt bizonyítja, hogy újra több könyvvel is jelentkezett ebben az időszakban. Ezekben többnyire ifjúkorának történeteit, az első világháborús élményeit és a Tiszán töltött nyarak során írt karcolatait gyűjtötte egy csokorba. 1932-ben jelent meg Egy viharvert legény tarsolyából, majd a Vígan mindhalálig és az Első kalandom.
Ugyanebben az évben jelent meg még egy könyve, a Jópipák, amellyel az ifjúság körében igen nagy sikert aratott. Komáromi Gabriella által jegyzett Elfelejtett irodalom (Móra könyvkiadó; 1990) című ifjúsági prózát 1900-1944-ig áttekintő írásában, ekként szól a könyvről:
„Szilárd János könyvét, a Jópipákat bizony szerzőstül elfelejtettük. Míg Schöpflin neve látatlanul-olvasatlanul is kínál valamiféle garanciát a mű értékeire, Szilárd János nevére úgymond nem kapja fel a fejét az olvasó. Sőt talán hitetlenkedő fejcsóválással fogadja közlésünket, miszerint a Jópipák a magyar ifjúsági próza egyik legjobb kópéregénye. Akkor is, ha sose hallottunk róla.”
1934-ben Milotay István új, kormánypárti lapot indított, Új Magyarság címmel, Szilárd János követte főszerkesztőjét és ott folytatja újságírói pályáját.
A negyvenes évek elején ismét műtőasztalra kellett feküdnie, mert az első lábcsonkító műtét nem lett sikeres. És ismét szepszis keletkezett, megint a halálból jött vissza. A műtét után új könyve már nem jelent meg, csak a régiek jutottak el a második kiadásig.
A front közeledtével, családjával, elmenekült Budapestről, és egy bajor faluban, a híreket lesve várta saját és hazája beteljesülő sorsát.
1946-ban nincstelenül visszatérve az országba – menekülés közben mindenük odaveszett - Dunaszekcsőn tudta meghúzni magát feleségével, és 1951 őszén, hatvanévesen elhunyt.

## Művei

### Elbeszélések
- Kis gyerekek – Nagy gyerekek (1912, Dick Manó könyvkereskedés)
- Pipaszó mellől (Unio, 1928)
- Vígan mindhalálig – novellák - (Stádium)
- Egy viharvert legény tarsolyából – novellák – (Stádium kiadása, 1932)
- Tücsökszó (Stádium kiadó)
- Volt egykor így is… (Incsut Bt., 2017)

### Regények
- Ha a szerelem meghal… - regény - (Stádium, 1929)
- Jópipák – ifjúsági regény – (Unio könyvkiadó 1932, 2017)
- Egy árva cirkusz története – ifjúsági regény – (Budai-Bernwaller József kiadása)
- Az apám fia – regény – (Stádium kiadása 1930 körül)
- Első kalandom – regény – (Bibliotéka kiadása 1934)
- A Rongyosgárda apródjai – (Athenaeum, [1940]

### Tárcák, cikkek
- Családi örömök – humoros karcolatok - (Az Unio kiadása 1928)
- Szilárd János - Undi Imre: Szép vagy, diákélet…- humoros diáktörténetek – (Renaissance könyvkiadó 1936)

### Drámák
- Megyen a nyáj – palócvirtus egy felvonásban (Kókai Lajos kiadása 1928)